# 木山賢悟
木山 賢悟 (きやま けんご、英: Kengo Kiyama、1952年11月16日  - 1983年6月10日) は、福岡県出身のオートバイ・ロードレース選手。ホンダ・NRやホンダ・NSの車両開発ライダーを務めた。

## 経歴
ホンダ社内チームである鈴鹿レーシングに所属し、ホンダの市販用オートバイの開発テストライダーを担当。新型モデル発売時には広告ポスターでその走行モデルも担当する。また、全日本ロードレース選手権は2ストロークエンジンの350ccから750ccまでが混走している時代だったが、そこにホンダの4ストロークマシンであるCB550で挑み、軽量なヤマハ、スズキ、カワサキの2ストロークマシンに戦いを挑んだ。
1978年よりHRCの前身となるRSC（Honda Racing Service Center）所属となり、CB900などのホンダ市販車だけでなくレース用ワークスマシンのNR500開発に携わる。ホンダの御膝下である鈴鹿で8時間耐久レースが開催されるようになるとCBで参戦し、まだ開発途上で中位から追いかける立場であるホンダのレース活動を下支えする。同年はホンダが開発に着手した125ccレーサーで全日本ロードレース選手権にも参戦、2ストロークの小排気量から4ストロークモンスターマシンまで幅広い車両開発に携わる。
1979年、全日本選手権第6戦と併催された国際A級スーパーバイククラスで優勝、鈴鹿8時間では同じくホンダでマシン開発をする阿部孝夫と組んで参戦し、4時間過ぎまでトップを走行。これを機に翌1980年大会では「日本人コンビの優勝候補筆頭」と呼ばれるようになった。この頃のインタビューでは「確実に、安定感ある走りを目指している。8時間レースは世界選手権でもあり、阿部選手とがんばって今年こそ優勝したい。自分のベストタイムから1秒落ちくらいのタイムで安定して走り続ける練習を重ねています。」と8耐制覇への意欲を語っている。

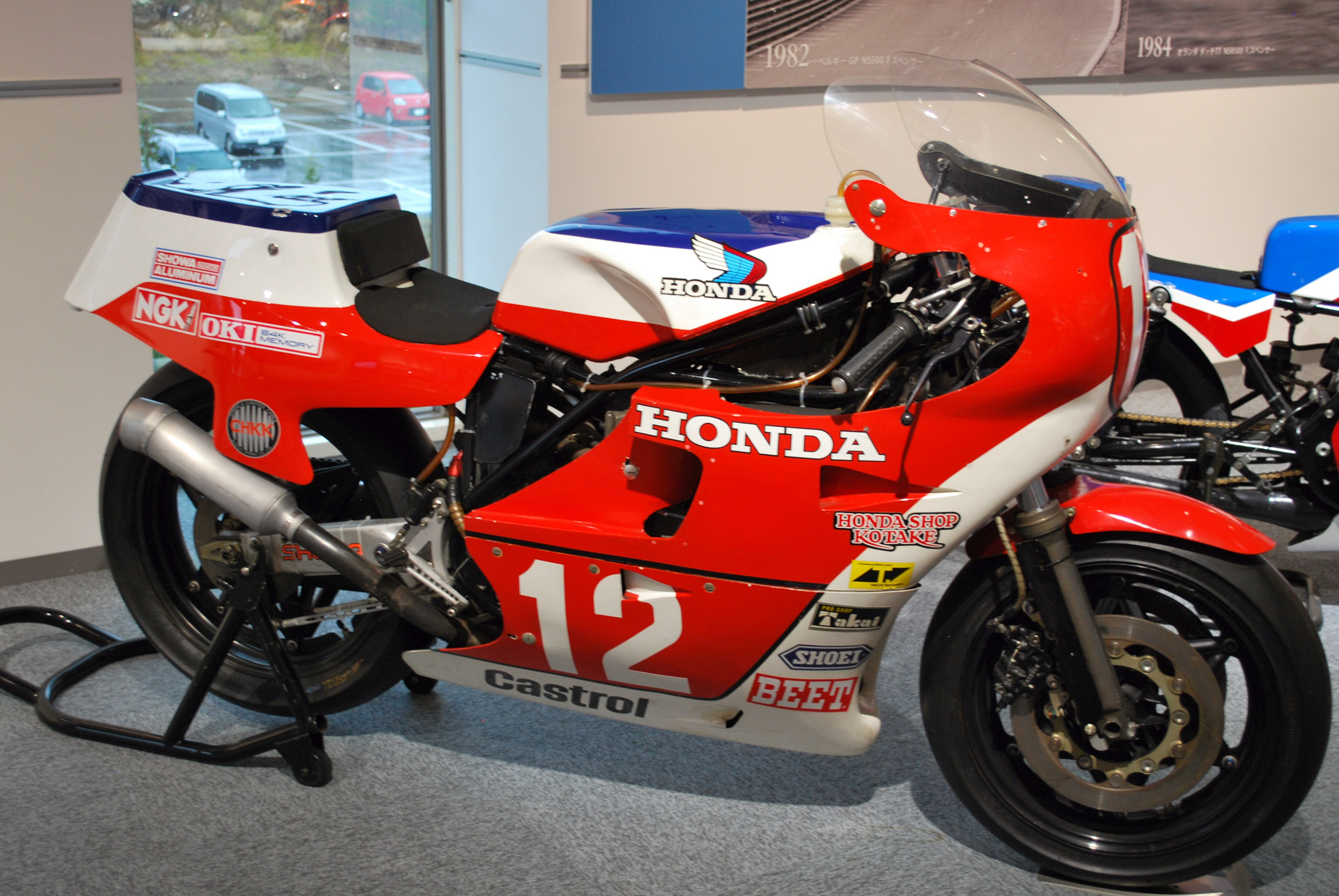
NR500 2Xモデル (1982年全日本選手権での木山車)

1980年の実戦は鈴鹿8耐と、RS1000での数レースのスポット参戦に留まっていたが、全日本最終戦として行われた第17回日本GPでのスーパーバイクレースではRS1000を駆り2分16秒24（それまでのレコードは前年鈴鹿8耐で記録されたグレーム・クロスビーによる2分17秒33）という同年のスーパーバイクでは「驚異的な」コースレコードをマークして優勝し存在感を見せた。
1981年からは長円ピストンを持つ4ストロークエンジン搭載「NR500」を全日本500ccクラスにデビューさせる役割を託された。開幕を控え3月にMFJから受けた取材では、「自分にとって飛躍の年にしたい。NRでの参戦が実現し、全日本の鈴鹿での開催は全戦に出ます。NRは4サイクルで、2サイクルと同じ4気筒までと制限があるので重量など大きなハンディを背負っていますが、とても魅力あふれるマシンで心は燃えている。ぜひこのチャンスを生かして念願の世界GPに進出したいと考えてます。私は世界チャンピオンになることが夢なので、もしNRを日本国内で優勝に導くことができれば、すぐにでも世界GPに乗りこみたい気持ちでいっぱいです。この4サイクルマシンで勝って、世界で日の丸を掲げられたら最高の幸せだろうと思います。全力を尽くして納得できる成績を残し、ファンの皆様の声援に応えたい。」と、将来的に世界グランプリを走ってみたいという熱意を語った。同年6月、全日本第5戦鈴鹿200kmレースではポールポジションを獲得し、決勝レースでもNRの参戦したレースにおける唯一の勝利を挙げたことで知られる。同時期にホンダ内では「世界GPで勝つためのマシン」として2ストローク3気筒エンジンのNS500開発がスタートしており、阿部と共にこの開発にも寄与した。翌1982年からそのNSで世界GPを転戦した片山敬済は、「NSは木山選手が魂を込めて作ったマシン」と述べている。
結果的に自身最後の8耐参戦となった1982年大会では、前年優勝者のヤングアメリカン・USホンダのマイク・ボールドウィンとのコンビで参戦し予選2位を獲得していたが、台風により悪天となった決勝日ではスタートを担当したボールドウィンが早々に転倒を喫しマシンを修復できず、木山は決勝を全く走る機会がないまま終える無念の大会となった。
1983年はRSCがHRCとなり、木山は開幕から全日本選手権500ccクラスにNSのパーツを先行装着された市販レーサーRS500Rで参戦していたが、第6戦鈴鹿200km大会のフリープラクティスにて、ヘアピンからスプーンコーナーへと向かう途中の右高速コーナーで転倒しコースバリアに激突。四日市市民病院へと搬送されたが、意識が戻らぬまま息を引き取った。30歳没。
その死のショックは大きく、HRCは同レースの予選・決勝レースへの参戦を全クラス欠場した。

## レース戦歴

### 全日本ロードレース選手権
| 年     | チーム         | マシン         | 区分         | クラス | 1       | 2       | 3       | 4       | 5       | 6       | 7     | 8     | 9     | 10  | 順位 | ポイント |
| ------ | -------------- | -------------- | ------------ | ------ | ------- | ------- | ------- | ------- | ------- | ------- | ----- | ----- | ----- | --- | ---- | -------- |
| 1976年 | 鈴鹿レーシング | ホンダ・CB     | エキスパート | 750cc  | SUZ     | TSU     | SUZ     | SUZ Ret | TSU     | SUG     | SUZ 4 | SUG   | TSU   | SUZ | 6位  | 12       |
| 1977年 | 鈴鹿レーシング | ホンダ・CB550  | エキスパート | 750cc  | SUZ 7   |         | SUZ 4   |         |         | SUG     | SUZ 3 | SUZ 7 |       |     | 2位  | 39       |
| 1978年 | Team RSC       | ホンダ・MT125R | エキスパート | 125cc  |         | TSU 3   | SUZ     | TSU 1   | SUZ     | TSU 4   | SUG 2 |       | SUZ 4 |     | 2位  | 48(56)   |
| 1980年 | Team RSC       | ホンダ・RS1000 | 国際A級      | SB     | SUZ     | SUZ     | SUZ 1   |         |         |         |       |       |       |     | -    | -        |
| 1981年 | Team RSC       | ホンダ・NR500  | 国際A級      | 500cc  |         | SUZ Ret |         | SUZ 4   | SUG -   | SUZ 1   |       | SUG - | SUZ   |     | -    | -        |
| 1982年 | Team RSC       | ホンダ・NR500  | 国際A級      | 500cc  | SUZ Ret | TSU -   | SUZ 2   | SUG -   | SUZ Ret | TSU -   | TSU - | SUG - | SUZ C |     | -    | -        |
| 1983年 | Team HRC       | ホンダ・RS500R | 国際A級      | 500cc  | SUZ 3   | TSU 5   | SUZ Ret | TSU Ret | SUG Ret | SUZ DNS | TSU - | SUG - | SUZ - |     | 12位 | 16       |

- 太字はポールポジション
- 1982年以前の全日本500ccクラスはレギュレーションによりワークスマシン（MFJ未公認車両）での参戦者はポイント対象外

### 鈴鹿8時間耐久ロードレース
| 年     | 車番 | チーム         | ペアライダー                 | マシン         | 予選順位 | 決勝順位 | 周回数 |
| ------ | ---- | -------------- | ---------------------------- | -------------- | -------- | -------- | ------ |
| 1978年 | 62   | 鈴鹿レーシング | 上田公次                     | ホンダ・CB950  | 18       | 6位      | 182    |
| 1979年 | 12   | Team RSC       | 阿部孝夫                     | ホンダ・CB900  | 3        | Ret      | 105    |
| 1980年 | 22   | Team RSC       | 阿部孝夫                     | ホンダ・CB900  | 4        | 5位      | 196    |
| 1982年 | 20   | Team RSC       | マイク・ボールドウィン (USA) | ホンダ・RS1000 | 2        | Ret      | 3      |